# Белоусова, Пелагея Денисовна
Пелагея Денисовна Белоусова (в замужестве Брозович, псевдоним — Елена Александровна Николаева; 1 мая 1904, дер. Михайловка, Омский уезд, Акмолинская область, Российская империя — 12 марта 1967, Москва, СССР) — первая жена президента Югославии Иосипа Броза Тито.

## Биография
Пелагея Белоусова родилась 1 мая 1904 года в деревне Михайловка в семье крестьян Дениса и Дарьи Белоусовых, которые переселились в Сибирь в конце XIX века. В конце 1917 года Белоусова познакомилась с пленным хорватским солдатом Иосипом Брозом, работавшим там механиком на водяной мельнице и жившим в соседнем селе Александровском в хозяйстве названного приёмного отца зажиточного казаха Исы Жексенбаева. Обстоятельства их личного знакомства неизвестны, но в 1918 году названный приёмный отец Иосипа Иса Жексенбаев, заплатив выкуп за невесту, женил Иосипа на Полине Белоусовой и построил молодожёнам отдельный бревенчатый дом. Иосип называл супругу Полиной или Полькой. Пара поженилась в селе Александровском под Омском, а 7 сентября 1920 года зарегистрировалась гражданским браком в Боголюбском райисполкоме Омской области. Броз вступил в брак под именем Иосиф Брозович, и Белоусова взяла фамилию Брозович.
В 1920 году Броз и Белоусова уехали в Югославию, где Броз оставил Белоусову у своего отца. Белоусова родила ребёнка, который умер при родах. Броз, найдя работу в Загребе, перевёз туда жену. В 1921 году пара переехала в село Велико-Тройство, где прожила до 1925 года. Белоусова родила дочь Златицу (24 декабря 1921 — 16 июня 1923), сына Хинко (16 ноября 1922 — 24 ноября 1922) и сына Жарко (2 февраля 1924 — 26 июня 1995). Летом 1925 года пара переехала в Кралевицу. В 1926 году Белоусова вступила в Коммунистическую партию Югославии, работая в Загребской партийной организации, и делила с мужем все трудности жизни профессионального революционера. Она была арестована полицией вместе с мужем в ночь с 4 на 5 августа 1928 года, но отпущена из-за отсутствия улик.
После того как в 1929 году Броз был приговорён к 5 годам каторги, Белоусова с сыном Жарко уехала в СССР, в Москву, где она жила под именем Елены Александровны Николаевой, перевелась из КПЮ в ВКП(б) и училась в Коммунистическом университете национальных меньшинств Запада им. Ю. Мархлевского. Белоусова вела переписку с осуждённым Брозом и присылала ему деньги. В 1932 году она окончила КУНМЗ и работала преподавателем истории партии и ленинизма в совпартшколе в Джаркенте, а с 1934 года — инструктором по заочному обучению и организации массового радиослушания в Шиловском райкоме Рязанской области.
С мужем Белоусова воссоединилась летом 1935 года, когда он приехал в Москву. 19 апреля 1936 года пара развелась по взаимному согласию в загсе Октябрьского района Москвы. В 1960-х годах Белоусова рассказывала, что Тито развёлся с ней из-за того, что она плохо воспитывала Жарко, и из-за её измены с сотрудником Коминтерна, хотя, по словам Белоусовой, измены не было. После развода Белоусова больше ни разу не встречалась с Тито. Тито не любил говорить о своей первой жене и даже удалил упоминания о ней в автобиографии.
В 1937 году Белоусову обвинили в связи с сотрудником югославской охранки Денисовым, и в том же году она приехала в Михайловку, чтобы ей выдали справку о том, что её родители не принадлежали к кулакам. 12 июля 1938 года Белоусова была исключена из ВКП(б), затем арестована Рязанским УНКВД и решением «тройки» приговорена к 10 годам исправительно-трудовых лагерей по статье 58-6 Уголовного кодекса РСФСР.
В 1940 году дело Белоусовой было прекращено, она получила свободу и стала работать в отделе Коминтерна по оказанию помощи арестованным рабочим. Белоусова вышла замуж за Петра Измаиловича Рогулева, фотографа в Коминтерне, и в 1944 году у пары родилась дочь Нина. В 1948 году после конфликта Сталина и Тито Белоусова была арестована и приговорена к 10 годам тюремного заключения.
В 1957 году Белоусова была реабилитирована, и, не имея права жить в Москве, жила в Истре. В 1966 году она получила право жить в Москве, ей была выделена квартира и назначена пенсия.
Белоусова умерла 12 марта 1967 года от инфаркта. Похоронена на Новодевичьем кладбище. По некоторым сведениям, посол Югославии по указанию Тито принёс венок на могилу Белоусовой.